# 北京商务中心区
39°54′25″N 116°27′20″E / 39.9070°N 116.4556°E

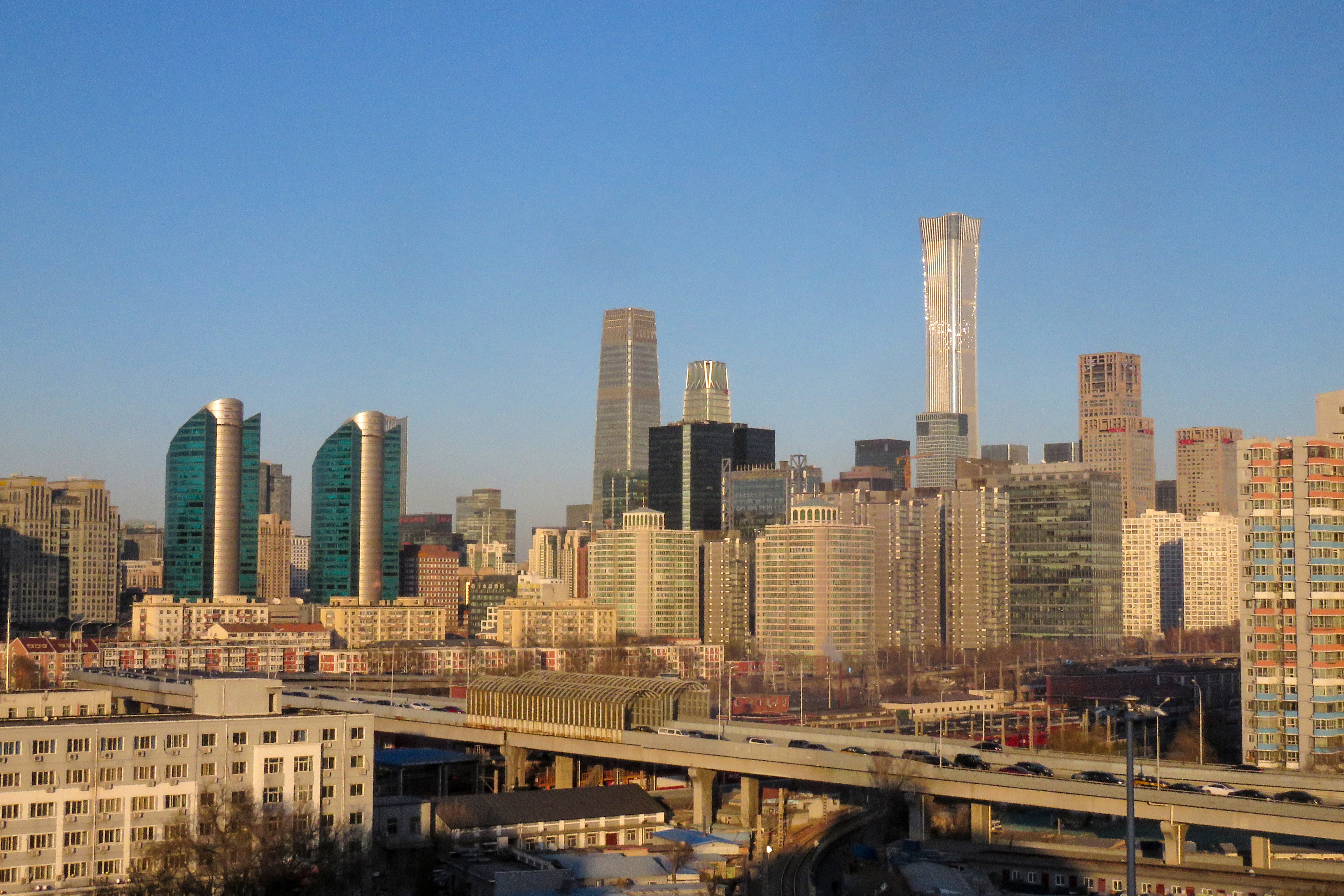
北京商务中心区（2019年1月）

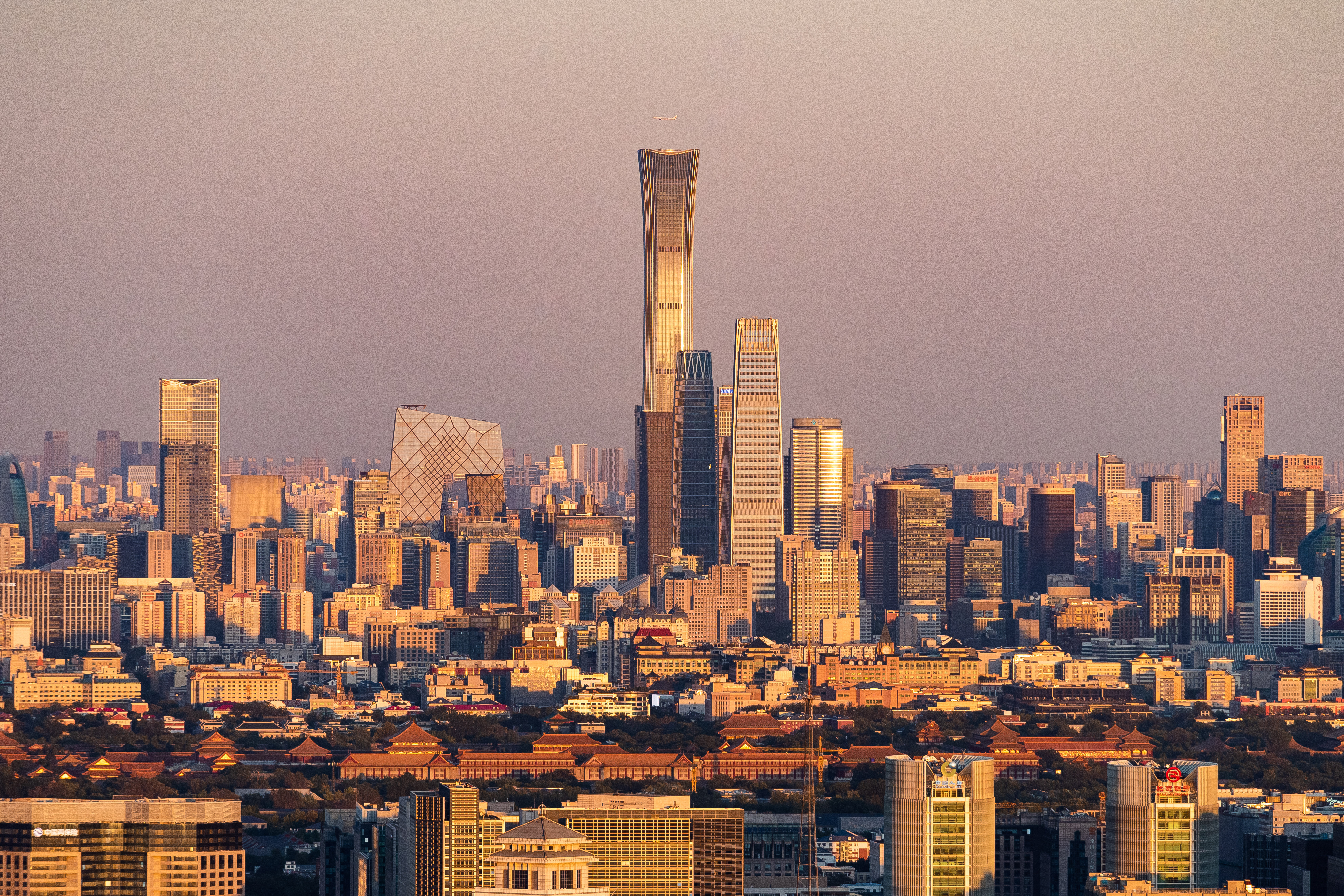
从中央电视塔拍摄的北京商务中心区，可见北京金融街、故宫、王府井（2021年10月）

北京商务中心区，是中華人民共和國北京市的中心商务区。位于北京市朝陽區中东部建国门至朝阳门一带，临近第一使馆区和第二使馆区。区域集中了北京的国际性金融商务办公设施，不少著名国际企业、金融机构在此处设立总部或分支机构，以便开展各种商务活动。中国国际贸易中心（共三期）、中央电视台总部大楼以及中国尊等均为北京商务中心区的地标性建筑。

## 历史与规划

### 地名“大北窑”

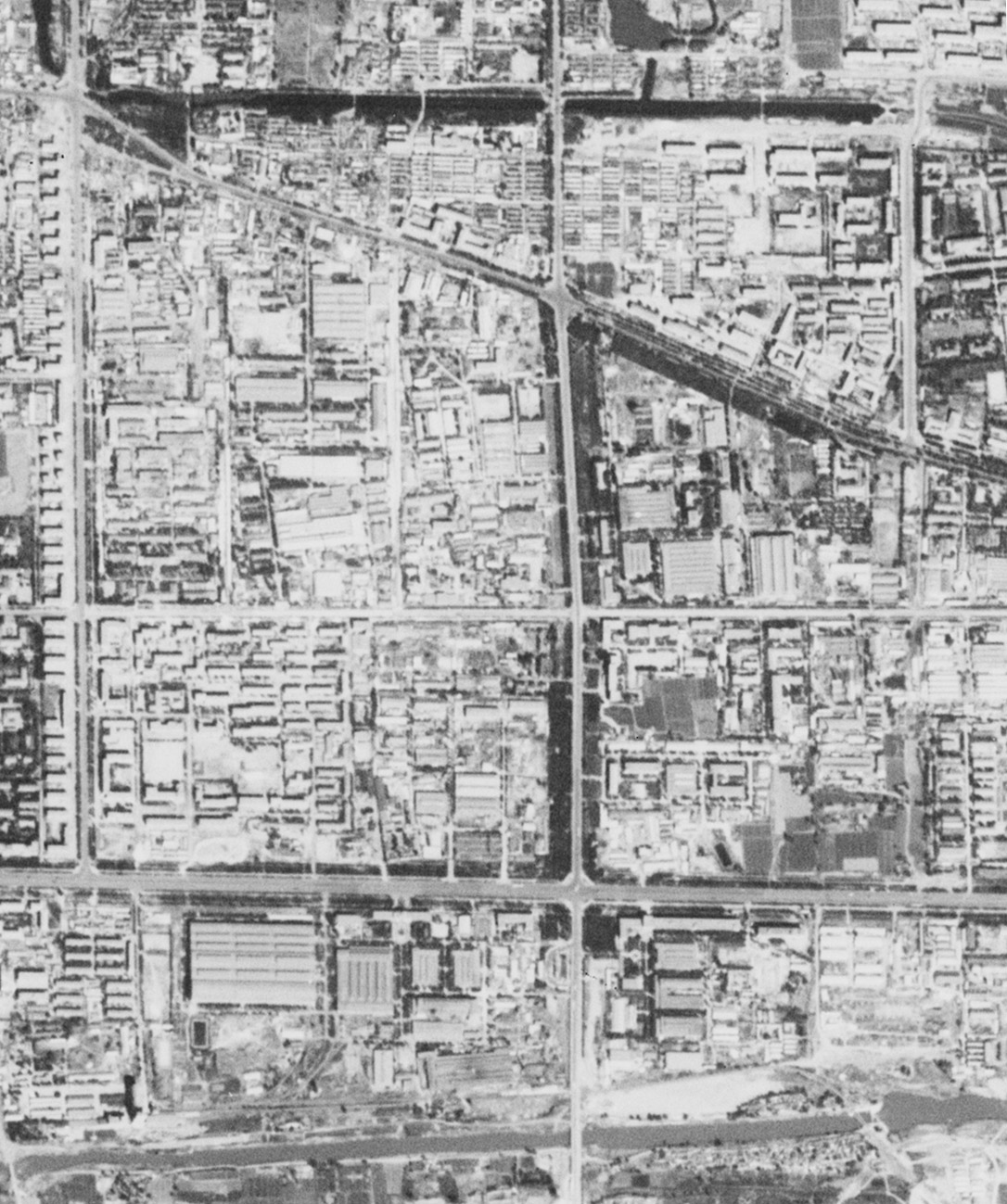
1967年9月20日，商务中心区未建设时的该区域。

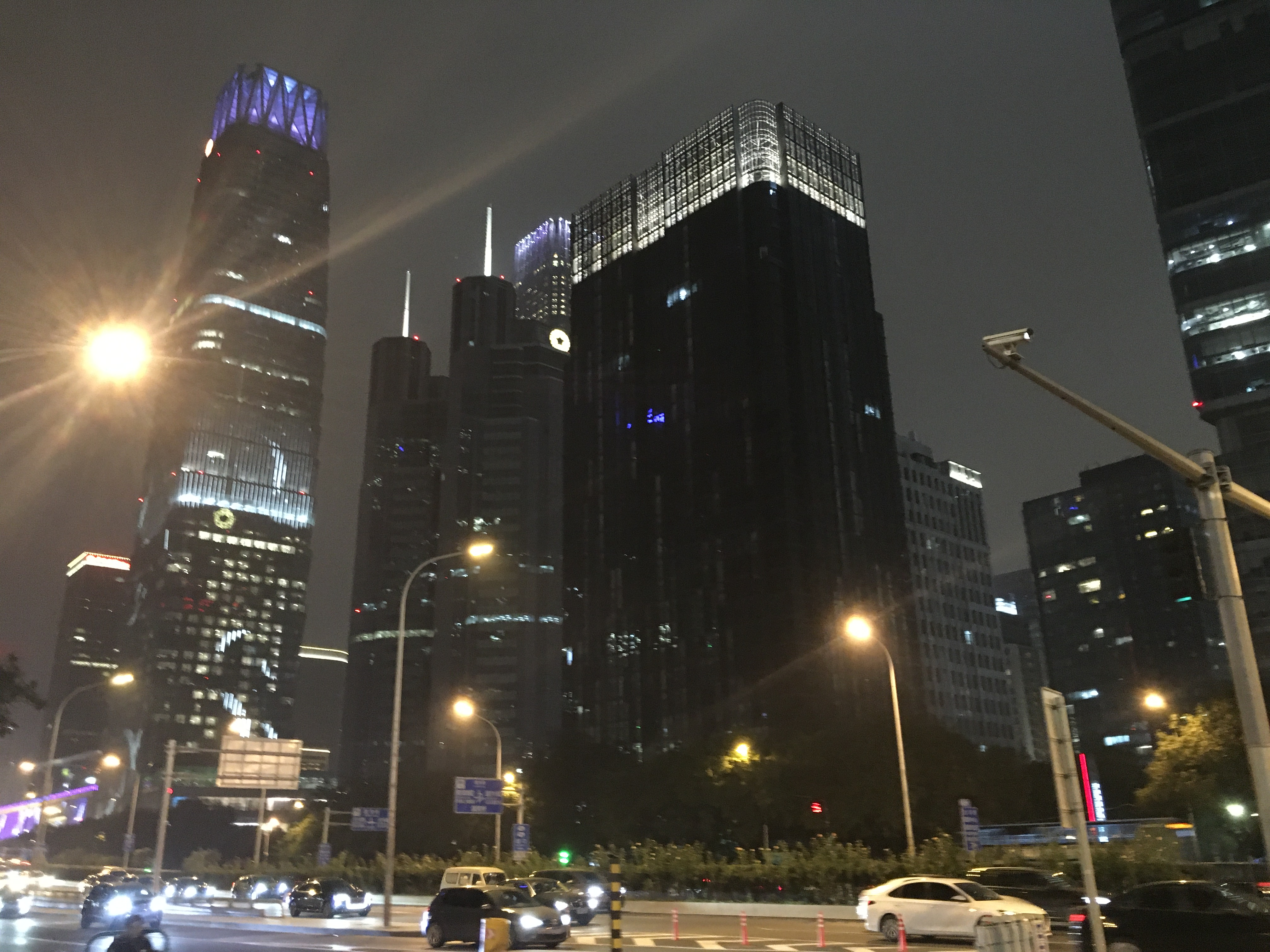
北京CBD夜景

大北窑这一地名始于1939年侵华日军华北方面军为兴建“东市街”修建的砖窑，其中最北侧的砖窑规模较大，“大北窑”之名由此产生，日本投降后一些砖窑仍未拆除，后形成村落，窑坑也被附近农民填平，辟为农田，20世纪60年代起逐步被开发建设，但仍然沿用“大北窑”一名。

### CBD建设
北京市政府在《北京城市总体规划（1991-2010年）》中提出了建设北京商务中心区的战略构想，1993年被中国国务院批准。在北京市城市规划设计研究院编制的《北京市商务中心规划》中，北京CBD的范围西起东大桥路，东至东三环路，南起光华路，北至朝阳路。1997年，市城市规划设计研究院再次扩大其规模，东扩至西大望路，南起通惠河，并在北部形成亮马河辐射地区。2009年5月11日的市政府专题会上，市委、市政府再次决定北京CBD东扩，使得东部边界扩至东四环路。
由于大北窑位于CBD的核心地域，CBD又被戏称为“中国北京大北窑（China Beijing Dabeiyao）”。

## 功能

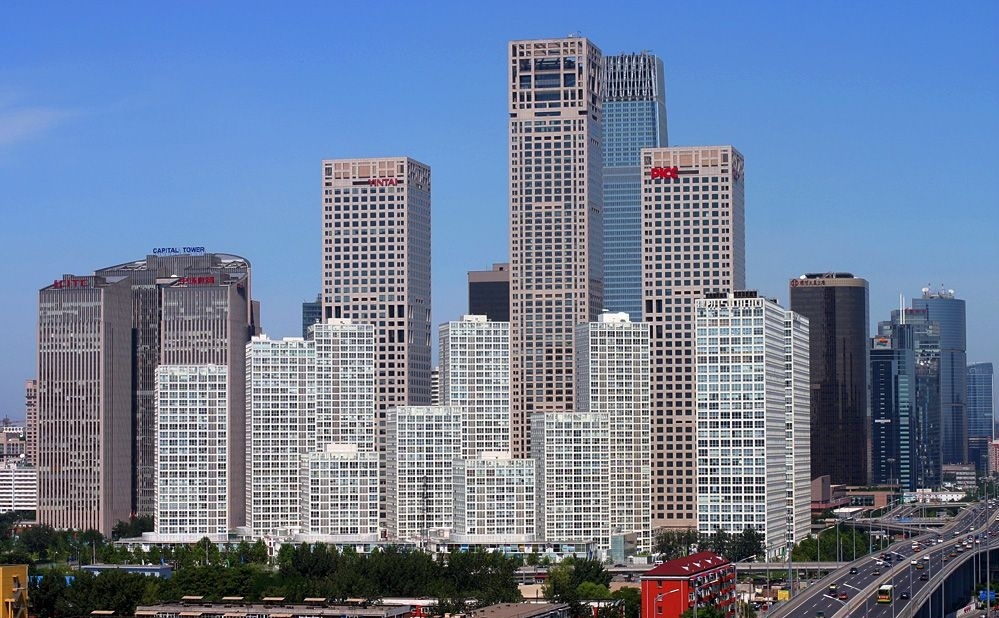
北京商务中心区
图中包括银泰中心、国贸3期和京广中心

### 管理功能

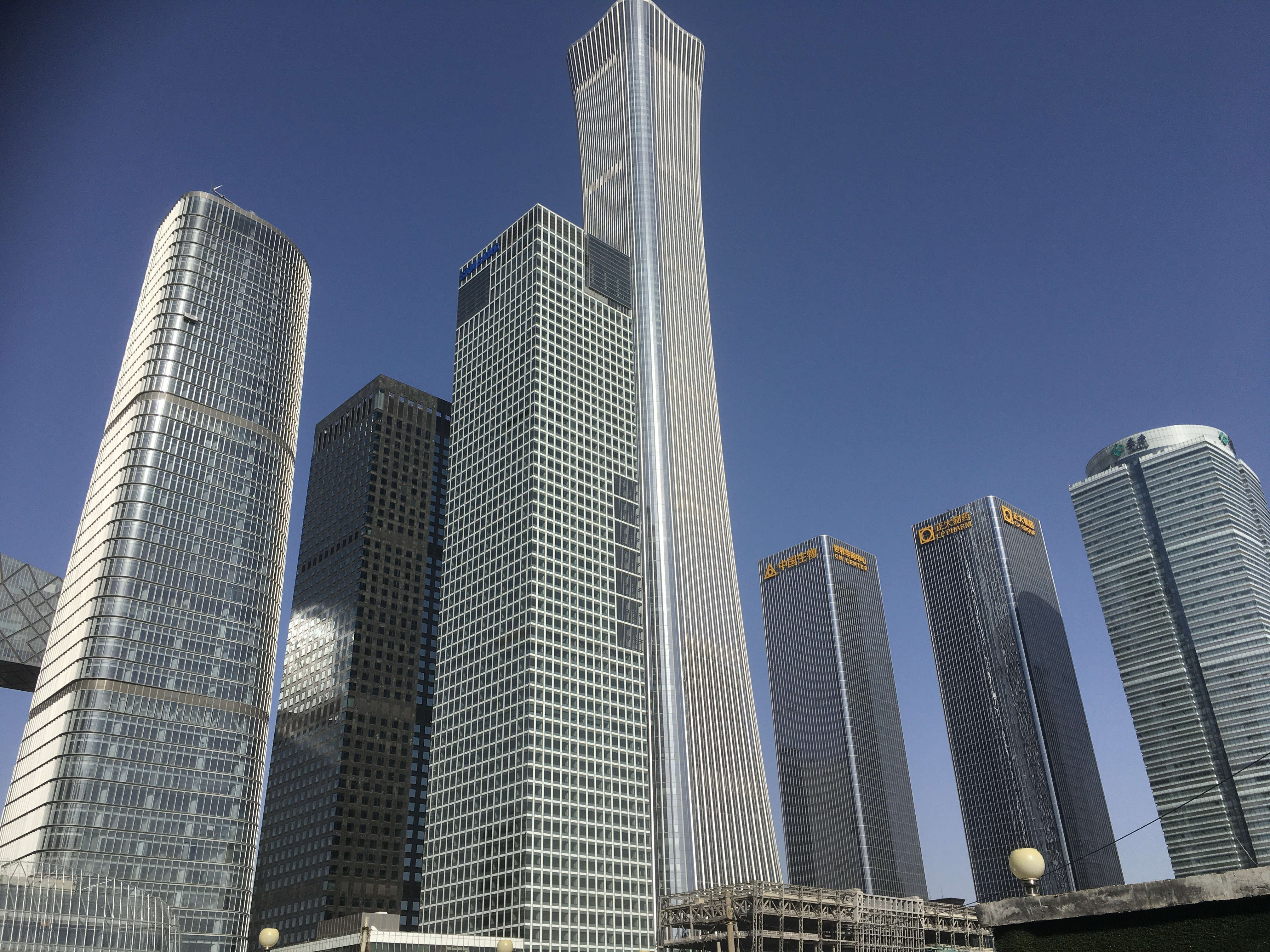
北京CBD（2021年2月）

北京CBD聚集摩托罗拉（2007年9月已搬至望京）、惠普（大部分已搬离，2016年底将整体搬至位于望京的新办公园区）、三星等众多世界性企业（大中华区）总部，是企业战略策划和生产经营决策的中枢。它可发布各项指令，实现对辐射区域范围的经济运行控制，使其成为全球经济循环网络中的重要空间结点。

### 集散功能
由于拥有金融保险机构、传媒公司和各类专业服务机构，高素质人才汇聚于此，CBD成为经济资源和生产要素的集散地。

### 服务功能
CBD提供信息、法律、会计、培训、会展和物流等各种服务，内部服务体系高度发达。按照世贸组织规则和国际惯例，政府公共服务效率以及市场服务体系水平均将得到提高。

### 交往功能
区域内图书馆、影剧院、会展中心等交往设施可举办国际会议和展览，加强国内外文化团体的演出交流并吸引国际知名商会进驻。

## 产业

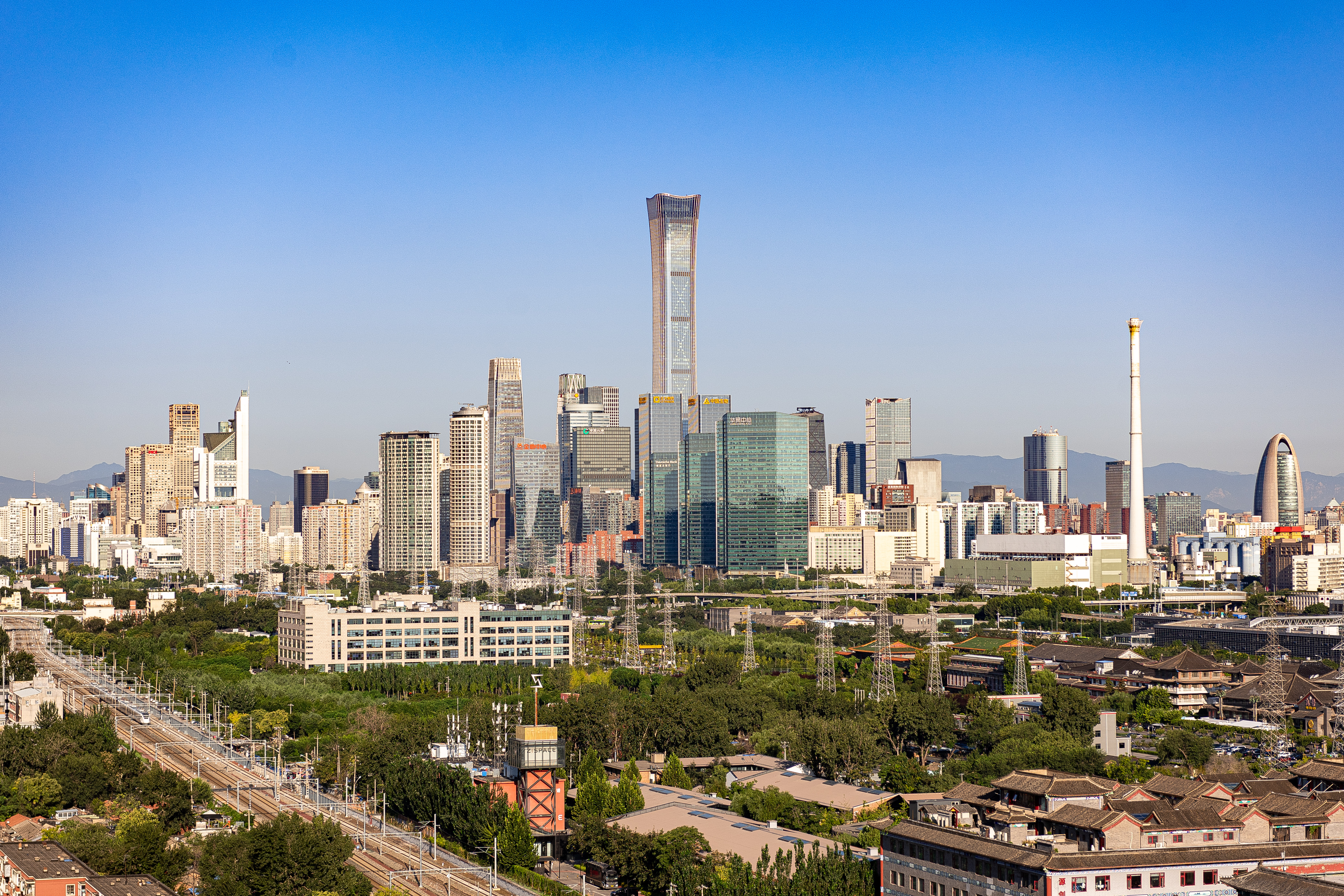
CBD东部（2021年9月）

### 金融
CBD为北京市金融机构数量最多、种类最全的区域。北京市60%的外资银行分行、80%的外资金融公司入驻。包括纳斯达克、纽约证券交易所、东证等证交所，苏黎世保险、安邦财产保险、德意志银行、渣打银行、汇丰银行、VISA等诸多金融机构。

### 文化传媒

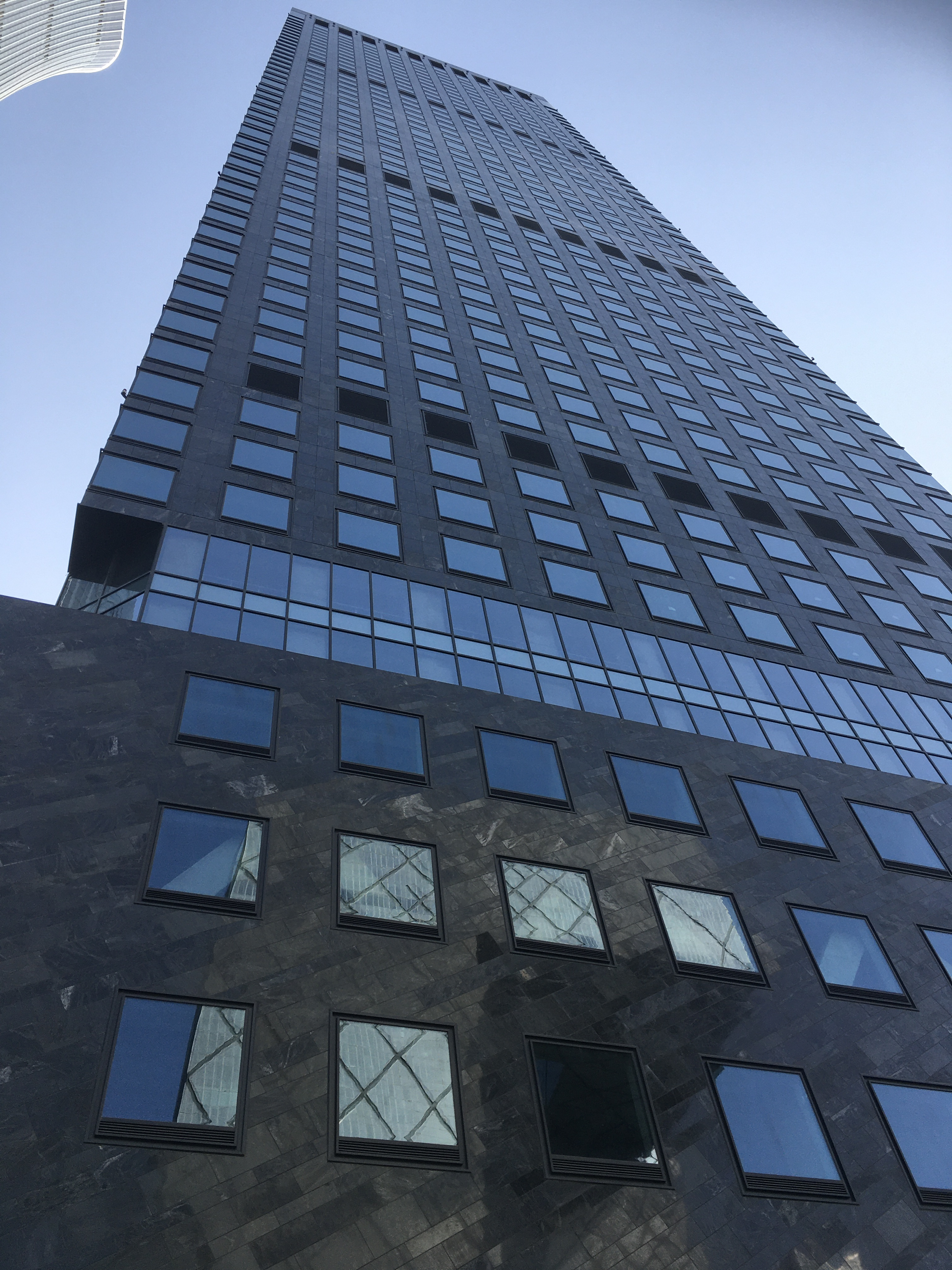
清華大學光華路校區大樓

中国传媒大学、清华大学光華路校區、首都经济贸易大学均位于CBD及其周边，为CBD提供着文化创意人力资源。区域内拥有一个文化体育广场。国内新闻媒体中国中央电视台、北京电视台、凤凰卫视等在此均有办公大厦。国外新闻媒体路透社、美联社、法新社、共同社、俄塔社、CNN、BBC、《时代》、《华尔街日报》、维亚康姆、时代华纳、阿里巴巴、雅虎、金融时报等诸多文化传媒企业聚集于此。

### 高端商务

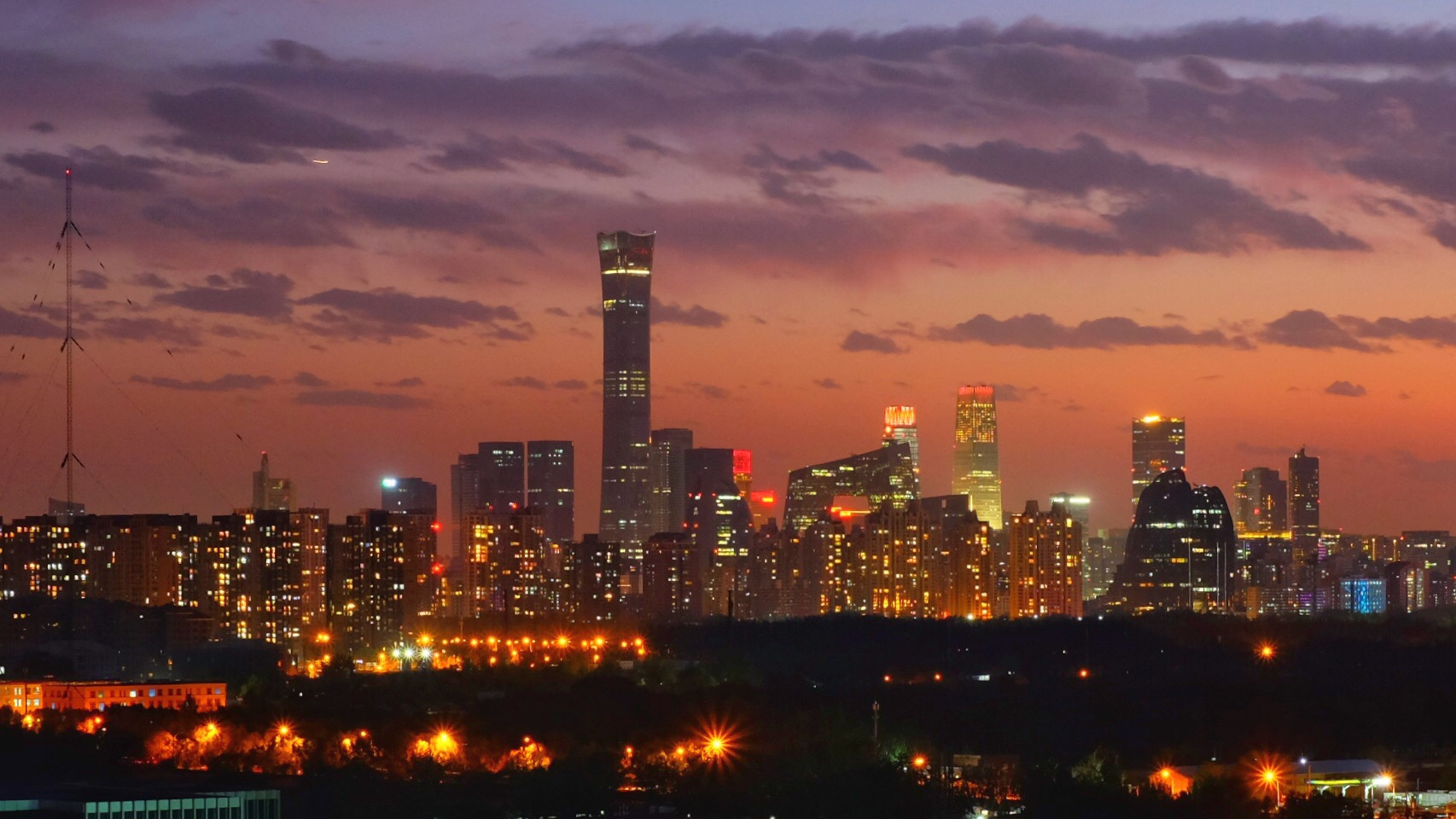
从酒仙桥区域远眺CBD天际线

世界顶尖的高端资讯服务企业集团为国际经贸发展中的重要组成，他们已经在北京CBD区域内形成了较为完整的产业链。其中包括普华永道、奥美、麦肯锡、盖洛普、道琼斯、光辉国际等。

## 建筑
- 国贸中心
- 北京嘉里中心
- 赛特大厦
- 银泰中心
- 建外SOHO
- 世贸天阶
- 万达广场
- 盈科中心
- 北京财富中心
- 中國尊（北京中信廣場）
- 泰國卜蜂集團在華總部雙塔（分別命名為正大中心及世界華商中心）

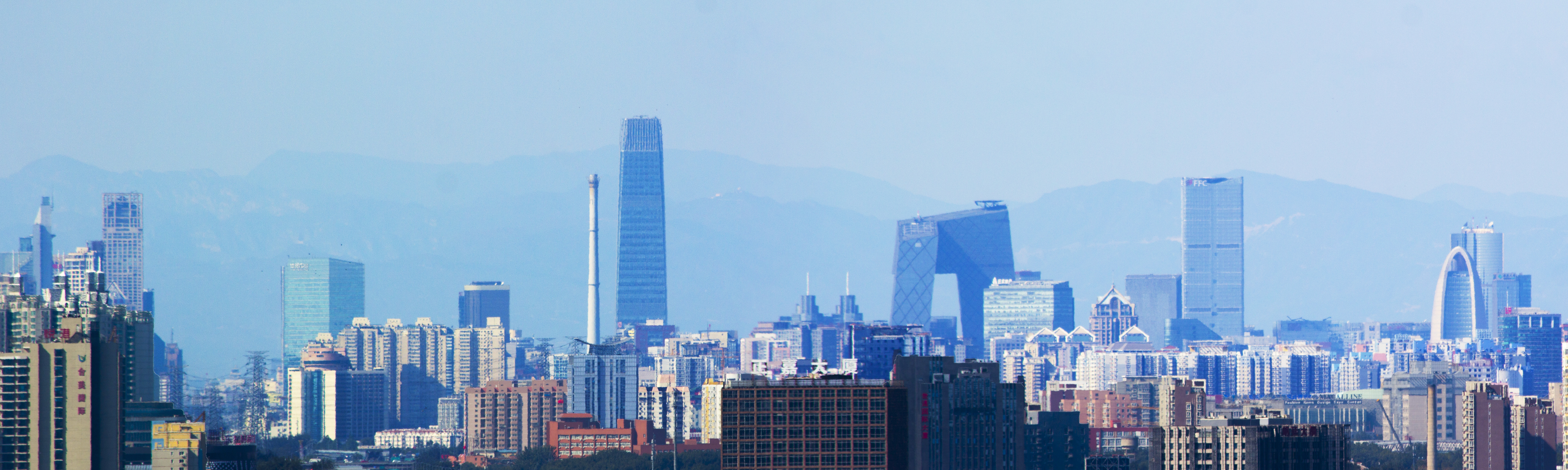
从通州区拍摄的商务中心区。

- 三星集團中國總部
- 清華大學光華路校區
- 中國人壽大廈
- 遠洋地產、匯豐中國合作發展項目

## 交通

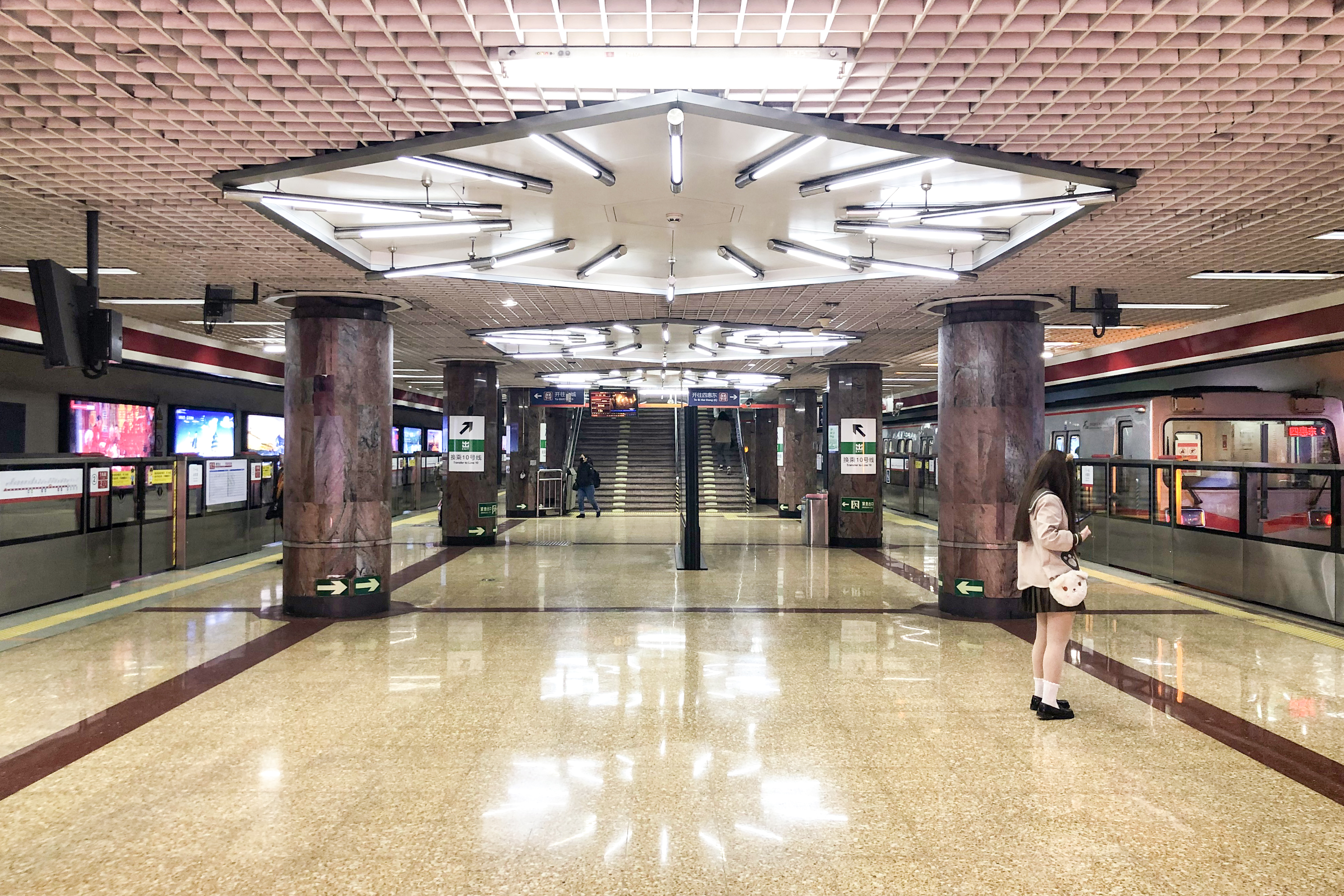
北京地铁1号线国贸站

- 北京地铁1号线
- 北京地铁6号线
- 北京地铁10号线
- 北京地铁14号线
- 北京地铁17号线（在建）
- 北京地铁28号线（在建）